# Alan Kerouedan
Alan Kerouedan, né le 12 janvier 2000 à Quimper, est un footballeur français qui joue au poste d'attaquant, ailier droit ou milieu droit au Grenoble Foot 38.